# 再加熱式カート
再加熱カート（さいかねつカート）は、チルド状態のまま盛り付けを行いカート内で直接加熱するニュークックチルという調理方法に対応している食事用の配膳車。おもに、病院などの医療施設内で、病院食などの給食運搬に使用される。
主なメーカーとして、ERECTA、アイエス、エージーピー、ホシザキ、中島製作所などがある。

## 概要
チルド状態で料理の盛り付けを行い、カート内で保存し、配膳時間に合わせてタイマーで自動再加熱し、調理することができる。この調理法はニュークックチルと呼ばれており、調理を食事の時間に合わせる必要がないため、集中的に調理を行うことで、より少ない人数での調理が可能となる。また、調理直後に急速に冷凍を行うことで、細菌の繁殖しやすい温度帯を速やかに通過させ、食中毒の発生を抑えるという効果がある。
クックチルと呼ばれる調理法を行う温冷配膳車・適温配膳車と比べて、導入コストは高くつくものの、食中毒発生のリスクや人件費をより低く抑えることができる。
病院において供される給食においては、食の安全・安心を確保すると共に、コストダウンを実現するという観点から、再加熱カートの普及が進んでいる。

## 分類
加熱方式によって次のように分類される。
- 熱風式
  - 熱風をカート内へ強制循環することで、加熱処理を行う方式である[1]。多くの再加熱式カートは、この方式である。
- マイクロ波式
  - マイクロ波により、加熱処理を行う方式である。
- IH式
  - IH(電磁誘導加熱)により、加熱処理を行う方式である。
- 過熱蒸気式
  - 過熱水蒸気を用いて、加熱処理を行う方式である。食品を乾燥させず、高い温度と大きな熱量をもっていることが、熱風式と比べた利点であるとされる[2]。